# Anselm Hüttenbrenner

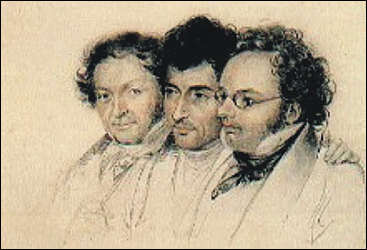
Tres amigos (Johann Baptist Jenger, Anselm Hüttenbrenner y Franz Schubert) de Josef Eduard Teltscher de 1827.

Anselm Hüttenbrenner (13 de octubre de 1794 - 5 de junio de 1868) fue un compositor austriaco. Fue amigo de Ludwig van Beethoven, al que visitó en su lecho de muerte, y de Franz Schubert. Sus memorias acerca de ambos fueron grabadas por Franz Liszt en 1854 (y, finalmente, publicadas en 1906) y constituyen un documento interesante pero probablemente no fiable en el estudio biográfico de Schubert.

## Biografía
Anselm Hüttenbrenner nació el 13 de octubre de 1794 en la ciudad austriaca de Graz, hijo de un rico terrateniente. Estudió en el Graz Lyzeum y realizó estudios en Derecho en la universidad de la ciudad, pero también componía música durante ese tiempo. Causó una gran impresión al conde Moritz von Fries por su habilidad como pianista y, siguiendo los consejos del conde, Hüttenbrenner se trasladó a Viena en abril de 1815 para estudiar con Antonio Salieri. Al poco tiempo apareció su primera obra publicada para piano y voz y terminó el Cuarteto para cuerda (Op. 3) en 1816. Volvió brevemente a Graz en 1818, pero regresó a Viena el año siguiente, consiguiendo un puesto en una oficina gubernamental.
En 1821 heredó el patrimonio familiar y contrajo matrimonio. Dos años más tarde, Schubert le envió el manuscrito de la Sinfonía inacabada, a través de Josef Hüttenbrenner, su hermano. El manuscrito permaneció con Hüttenbrenner hasta que Johann von Herbeck lo visitara en Ober-Andritz en 1865 y se llevara la partitura con él de vuelta a Viena, donde dirigió la primera representación en diciembre de ese mismo año.
Hüttenbrenner ostentó el puesto de maestro de capilla del Steiermärkischer Musikverein entre 1825 y 1829 y de 1831 hasta 1839. Su Réquiem en do menor fue interpretado en el funeral de Schubert el 23 de diciembre de 1828.
Falleció el 5 de junio de 1868 en Ober-Andritz, a la edad de 73 años.